# On the rocks

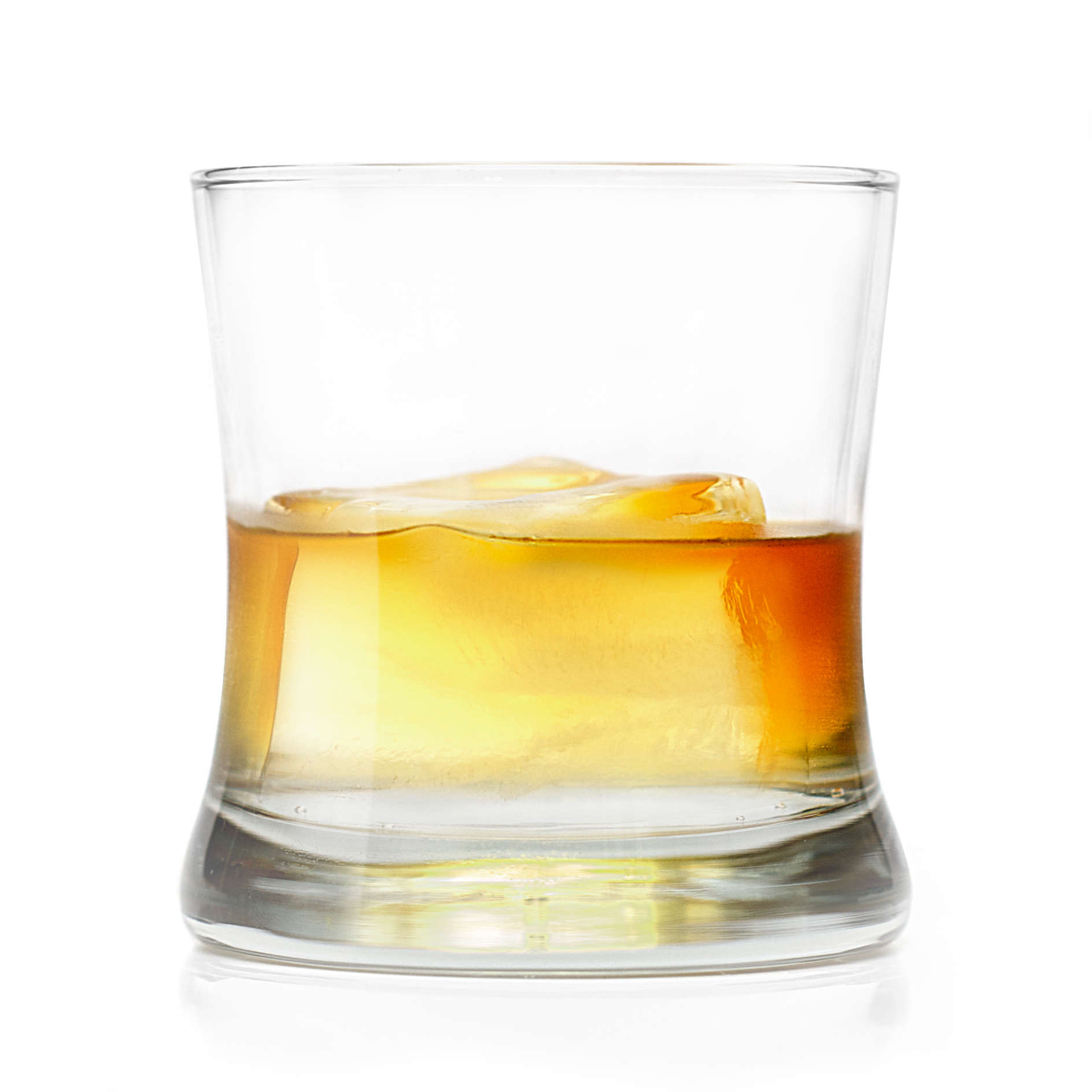
Un whisky on the rocks.

L'expression on the rocks désigne un cocktail où l'alcool se boit avec des glaçons.

## Définition
Cet expression anglaise se traduit littéralement « sur les rochers » signifiant que l’alcool est servi avec des glaçons dans un verre. Ce terme est généralement utilisé pour les boissons spiritueuses pures ou les cocktails simples, comme le whisky ou le scotch, qui sont servis sans mélange supplémentaire. Cet ajout permet de légèrement diluer la boisson ainsi que de la refroidir.

## Dans la culture populaire

### Dans la chanson
- On The Rocks est une chanson du chanteur américain Grieves.

- On The Rocks est une chanson de la chanteuse, danseuse et parolière Nicole Scherzinger figurant dans son album Big Fat Lie, sorti en 2014.

### Au cinéma
On the Rocks est une comédie dramatique américaine écrite et réalisée par Sofia Coppola, sortie en 2020 avec Bill Murray et Rashida Jones.